# Rudnik (gmina w województwie śląskim)
Rudnik – gmina wiejska w Polsce położona w województwie śląskim, w powiecie raciborskim, utworzona w 1973 r. Siedzibą władz gminy jest Rudnik. W jej skład wchodzi piętnaście wsi, jedna osada, jedna kolonia oraz dwa przysiółki.
W 2007 r. gmina liczyła 5220 mieszkańców i posiadała 73,87 km² powierzchni. Stanowiła 13,59% powierzchni powiatu.
Według danych z 31 grudnia 2019 roku gminę zamieszkiwały 5193 osoby.
Gmina Rudnik graniczy z gminą Kuźnia Raciborska od północnego wschodu przez rzekę Odrę oraz od wschodu również przez rzekę z gminą Nędza. Od południowego wschodu gmina graniczy z Raciborzem, natomiast od południowego zachodu z gminą Pietrowice Wielkie. Od zachodu z gminą Baborów.Od zachodu i północnego zachodu gmina graniczy z gminą Polska Cerekiew, a od północy z gminą Cisek.
Na terenie gminy dominuje działalność rolnicza: uprawa roślin i hodowla zwierząt.

## Położenie i struktura powierzchni

### Położenie

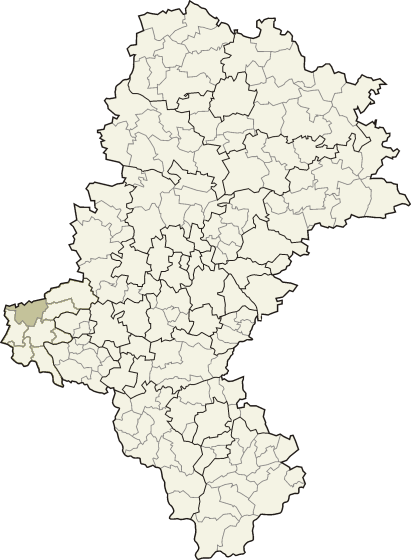
Gmina Rudnik na mapie województwa śląskiego

Gmina Rudnik leży w Kotlinie Raciborskiej, w południowo-zachodniej części województwa śląskiego i północno-zachodniej części powiatu raciborskiego, nad rzeką Odrą. Miejscowości położone są na pagórkowatym terenie na lewym brzegu Odry.
Pod względem administracyjnym gmina należy do powiatu raciborskiego i województwa śląskiego. Od zachodniej strony gmina graniczy z województwem opolskim. Siedziba gminy to Rudnik.
Gmina graniczy z gminą Kuźnią Raciborską od północnego wschodu na linii rzeki Odry oraz od wschodu również przez rzekę z gminą Nędzą. Od południowego wschodu gmina graniczy z Raciborzem, natomiast od południowego zachodu z gminą Pietrowice Wielkie. Od północnego zachodu gmina graniczy z gminą Baborów. Od północy gmina graniczy z gminą Polska Cerekiew i gminą Cisek, które należą do województwa opolskiego (powiat kędzierzyńsko-kozielski).

### Struktura powierzchni
Gmina Rudnik według danych z 2010 r. zajmuje obszar 73,94 km², co stanowiło około 13,59% powierzchni powiatu raciborskiego oraz 0,6% powierzchni całego województwa śląskiego. Podział na kategorie wygląda następująco:
- użytki rolne – 63,05 km², co stanowi 85,27% całej powierzchni, w tym:
  - grunty orne – 53,88 km²,
  - sady – 2,00 km²,
  - łąki – 4,29 km²,
  - pastwiska – 2,88 km²;
- użytki leśne oraz zadrzewienia i zakrzewienia – 5,64 km², co stanowi 7,63% całej powierzchni;
- pozostałe grunty i nieużytki – 5,25 km², co stanowi 7,1% całej powierzchni.

## Środowisko naturalne

### Geologia
Gmina znajduje się w obrębie dwóch mezoregionów: Płaskowyżu Głubczyckiego i Kotliny Raciborskiej.
Płaskowyż Głubczycki, który obejmuje zachodnią połowę terenu gminy, to równina lessowa o wyżynnym krajobrazie, której wysokość kształtuje się na poziomie 235–260 m n.p.m. Występują tutaj słabo nachylone powierzchnie wierzchowin i gęsta sieć nieckowatych suchych dolin. Gmina to typowo rolniczy region, który jest bogaty w urodzajne gleby. Występują tutaj osady lessowe, które charakteryzuje niewielka miąższość, a pod nimi zalegają piaski i gliny.
Kotlina Raciborska, która obejmuje wschodnią połowę terenu gminy, to teren równinny o wysokości nieco poniżej 200 m n.p.m., gdzie różnica w wysokościach nie przekracza 3 metrów. Występują tutaj meandryczne starorzecza, które są wypełnione wodą lub podmokłe. W dolinie Odry występują terasy akumulacyjne: zalewowe, które sięgają 0,5-2 oraz nadzalewowe, które sięgają 4–7 m nad poziomem rzeki. Występują tutaj osady holoceńskie, które są utworami głównie gliniastymi i pyłowymi, a także czasami ilastymi i piaszczystymi, które charakteryzuje zróżnicowana miąższość. Pod nimi zalegają osady okruchowe, na które składają się piaski i żwiry.

### Morfologia terenu
Gmina pod względem morfologicznym leży w makroregionie Niziny Śląskiej. W tej podprowincji można wyróżnić dwa mezoregiony: Płaskowyż Głubczycki i Kotlina Raciborska.
Obszar gminy charakteryzuje się w przeważającej części równinną rzeźbą terenu, gdzie wyróżniają się obniżenia rzek Odry i Psiny. Deniwelacje nie przekraczają 3–5 metrów, a spadki terenu 3-5%. W krajobrazie można zauważyć płaskodenne obniżenia dolin cieków wodnych, które wypełniają systemy tras zalewowych i nadzalewowych. Teren gminy cechuje umiarkowane zróżnicowanie hipsometryczne.
Jeśli chodzi o strukturę rzeźby terenu to występuje tutaj wysoczyzna moreny dennej oraz denudowana równina akumulacji wodnolodowcowej, która stanowi płaską równinę pokrytą w dużej części warstwą utworów lessowych i lessopodobnych. Oprócz tego można tutaj wyróżnić równinę trasy akumulacyjnej i erozyjno-denudacyjnej o rzeźbie równinnej lub falistej; równinę trasy niskiej, miejscami w pradolinie plejstoceńskiej o rzeźbie płaskiej lub lekko falistej; holoceńskie dna dolin rzecznych, występujące wzdłuż rzek, które od czasu ostatniego zlodowacenia posiadają potencjał akumulacyjny i erozyjny zdolny do wykształcenia własnej doliny. Na terenie gminy jest to przede wszystkim rzeka Odra, ale również Psina. Geomorfologia tych dolin charakteryzuje niewielkie zróżnicowanie wysokościowe. Widoczne w rzeźnie terenu są obiekty antropogeniczne, w tym przypadku wały przeciwpowodziowe.

### Hydrologia

#### Wody podziemne
Obszar gminy znajduje się w zasięgu Głównego Zbiornika Wód Podziemnych "Racibórz" (GZWP 352). Zbiornik znajduje się w utworach czwartorzędu, którego jakość wody oceniono w 2001 r. bardzo wysoko – klasa Ib. Na terenie gminy znajduje się również trzeciorzędowy Użytkowy Poziom Wodonośny. Gmina jest zaopatrywana w wodę z tych utworów poprzez kilkunastometrowe i kilkudziesięciometrowe utwory wodonośne sarmatu i kopalne struktury dolinne, które wypełnione są utworami pliocenu. Jakość wód należy do klasy Ib i II, które spełniają normy pod względem przydatności do picia jak i na cele gospodarcze. Użytkowy poziom wodonośny na terenie gminy stanowią spągowe piaszczyste partie czwartorzędu i stropowe partie trzeciorzędu, na które składają się żwiry grube z otoczakami i piaskiem. Zatem trzeciorzędowy i czwartorzędowy poziom wodonośny ograniczają od góry pyły i piaski silnie pylaste, a od dołu iły torontu. Miąższość poziomu wynosi 22–23 m (od 37–39 m do 60–61 m), gdzie prowadzi od wody o zwierciadle napiętym, stabilizującym się na głębokości od 29 m do powierzchni terenu.

#### Wody powierzchniowe
Na terenie gminy znajduje się rozwinięty system wód powierzchniowych. W jego skład wchodzi przede wszystkim rzeka Odra, a także mniej znaczące cieki wodne, które w większości zostały przekształcone w sieć melioracyjną. Obszar gminy znajduje się w dorzeczu Odry. Rzeka Odra stanowi południową granicę gminy na długości 8 km, a jej koryto jest uregulowane. W związku z tym wschodnie tereny gminy są zagrożone miejscowymi podtopieniami.
Na terenie znajdują się cztery cieki główne wraz z ich dopływami. Największym ciekiem wodnym jest rzeka Odra wraz z jej lewobrzeżnymi dopływami. Oprócz tego przez teren gminy przepływają potok Dzielniczka i rzeka Cisek, a także Psinka. Na terenie gminy można wyszczególnić również osiem potoków.
Potoki z sołectw Szonowice, Czerwięcice, Brzeźnica, Sławików i Ligota Książęca uchodzą do Odry jako jej lewobrzeżne dopływy. W sołectwie Szonowice ma swój początek rzeka Dzielniczka, która płynie w kierunku północnym poza granice gminy i uchodzi do Odry. Rzeka Cisek płynie przez sołectwo Modzurów na północ gminy, gdzie uchodzi do Odry. Do sieci hydrologicznej zaliczają się także liczne doły melioracyjne, które odwadniają tereny leśne i rolne. Na wschód od terenu gminy znajdują się liczne zbiorniki wodne.

### Klimat
Gmina, według podziału E. Romera, znajduje się w krainie geograficznej zwanej Bramą Morawską. Kraina ta charakteryzuje się korzystnymi warunkami klimatycznymi, gdzie należy do najcieplejszych stref klimatycznych w Polsce. Strefa ta posiada najdłuższy okres wegetacji.
Klimat jest łagodny poprzez sąsiedztwo z rzeką Odrą, kompleksy leśne województwa opolskiego położone od zachodu, a także położenie gminy przy wylocie Bramy Morawskiej, z której napływają masy wilgotnego i ciepłego powietrza. Średnia roczna temperatura waha się między 7 °C a 8 °C. W lipcu, który jest najcieplejszym miesiącem temperatura waha się między 17 °C a 18 °C, a w najzimniejszym – styczniu waha się między – 2 °C a – 3 °C. Czas trwania okresu wegetacyjnego wynosi od ok. 210 do 230 dni, a przymrozki trwają od 60 do 100 dni w ciągu roku, pokrywa śnieżna natomiast zalega od 60 do 90 dni.
W gminie notuje się ok. 170 dni z opadem, gdzie 45 dni to opady śniegu. Opad śródroczny oscyluje wokół 600–900 mm. Zachmurzenie maksymalne występuje od listopada do stycznia, a minimalne od sierpnia do września. Średnia dobowa wilgotność względna powietrza wynosi 78%. Na terenie gminy występuje średnio 34,3 dni z mgłą. Średnie usłonecznienie w roku wynosi ok. 1400 godzin, a liczba dni z usłonecznieniem powyżej 10 godzin wynosi 30.
Wiatry są przeważnie słabe, ok. 42% wieje z kierunku zachodniego i południowo-zachodniego przynosząc ciepłe masy powietrza z Europy Zachodniej i basenu Morza Śródziemnego. Średnia prędkość wiatru w ciągu roku wynosi ok. 2,2 m/s (od 1,7 do 3,4 m/s). Zimą i jesienią przeważa wiatr z południa, natomiast wiosną i latem z północy. Na terenie gminy występuje duży udział cisz – 18,6%.
Na klimat ma wpływ także ukształtowanie terenu. Klimat Płaskowyżu Głubczyckiego jest korzystny dla rolnictwa i osadnictwa. Wąskie doliny boczne posiadają odrębne cechy mikroklimatyczne. Nie są tak często przewietrzane, zatem występuje tutaj dość częsta inwersja temperatur. Nie sprzyja to osadnictwu, a także uprawom wrażliwym na przymrozki i grzybienie. Dolina Odry, która jest płaskodenna i szeroka, posiada cechy doliny inwersyjnej. Jednak nie notuje się tutaj za wiele inwersji i nie posiadają one większych miąższości. Warunki klimatyczne nie są tutaj korzystne, a szczególnie w obrębie najniżej położonych terenów między wałami przeciwpowodziowymi. Dodatkowo sytuację pogarszają naturalne i sztuczne przegrody usytuowane poprzecznie do osi rzeki.

### Gleby
| Klasa   | Areał [ha] |
| ------- | ---------- |
| R I     | 184,8      |
| R II    | 1476,9     |
| R III a | 2314,0     |
| R III b | 1085,5     |
| R IV a  | 237,4      |
| R IV b  | 71,8       |
| R V     | 8,1        |
| R VI    | 1,0        |

Klimat, który jest łagodny, działa bardzo sprzyjająco dla rolnictwa, które charakteryzuje gminę. Obszar gminy jest w przeważającej części równinny, miejscami falisty. Występują tutaj dobre warunki fizjograficzne dla rolnictwa.
Gmina posiada bardzo dobre gleby, gdzie w znacznej mierze przeważają gleby lessowe klas I–III. W związku z tym głównym zajęciem miejscowej ludności jest rolnictwo, a na terenie całej gminy przeważają grunty orne stanowiące 94% jej powierzchni. Wysoka urodzajność gleb zdeterminowała ich użytkowanie, gdzie przeważają użytki rolne nad innymi formami, w tym zalesieniem. Jednak występują tutaj czynniki wpływające na żyzność gleb. W związku z tym gleby brunatne mają niski poziom próchnicy, co wymaga właściwego nawożenia organicznego i wapnowania.
Gleby klasy IV oraz niższych klas występują w dolinie Odry. W ukształtowaniu powierzchni przeważają doliny rzeczne, zbocza dolin oraz wzniesienia. Tereny gminy są podatne na działania erozyjne, bowiem na większość z nich składa się less. 8% obszaru gminy to grunty leśne.

### Surowce naturalne
Na terenie gminy nie występują znaczne złoża kopalin, w związku z tym nie wydobywa się tutaj znacznej ilości surowców naturalnych. Można jedynie spotkać niewielkie złoża kruszyw naturalnych i surowców ilastych, które wykorzystuje się do produkcji ceramiki budowlanej. Na terenie całej gminy można przede wszystkim natknąć się na piaski pochodzenia fluwioglacjalnego, które przeważają jednak w jej północnej części. Piaski te na terenie Płaskowyżu Głubczyckiego często są przykryte glinami lessopodobnymi i piaszczystymi. W obrębie tras erozyjno-akumulacyjnych i akumulacyjnych rzek Odry i Psiny występują utwory żwirowo-piaszczaste. W dolinie Odry można natknąć się na żwiry i piaski, których miąższość złóż sięga średnio 7 metrów. Właściwości fizyczne żwirów są bardzo dobre i mało zróżnicowane. Napotkać można tutaj również surowce ilaste, do których zaliczają się muły rzeczne i gliny piaszczyste oraz lessopodobne. Jednak ich zasobność i jakość nie należy do najwyższych.

### Szata roślinna
W gminie Rudnik nie ma pełnego rozpoznania pod kątem występowania rzadkich i ginących okazów flory, a obecnie ważną rolę odgrywają zbiorowiska antropogeniczne, które występują na terenach pod silnym wpływem działalności człowieka. Zatem występują tutaj zbiorowiska segetalne, które w związku z zubożałą postacią nie prezentują większej wartości przyrodniczej.
Na większości zalesionego obszaru gminy występuje grąd subkontynentalny (łac. Tilio-Carpinetum), a także łęgi ze związku Alno-Ulmion, które występują przede wszystkich w dolinach cieków wodnych oraz łęgów jesionowo–wiązowych (łac. Fraxino–Ulmetum), które można spotkać na wyższych tarasach Odry i łęgi jesionowo–olszowych (łac. Fraxino-Alnetum), które występują w sąsiedztwie drobnych cieków.
W dolinach rzecznych występuje roślinność łąkowa i bagienna. Jednak prace melioracyjne, a w związku z tym postępujące procesy odwodnień doprowadziły do degradacji tych terenów. Wszystko to przełożyło się na wyginięcie roślinności związanej z dawnymi metodami gospodarki łąkarskiej i ograniczenie zasięgu występowania cennych przyrodniczo łąk. Obecnie łąki zajmują 424 hektary, co stanowi 9,6% powierzchni gminy. Przy brzegach Odry i na licznych nieużytkach można spotkać roślinność bagienną, głównie trzcinowo-szuwarową.

### Lasy
Lasy zajmują 7,6% całej struktury powierzchni gminy. Zalesienie jest zatem trzykrotnie mniejsze niż lesistość województwa śląskiego (25,5%) i kraju (27,5%). Ma to związek z rolniczym charakterem gminy, gdzie występuje dużo dobrych jakościowo gleb. Udział najwyższej klasy gleb (I-IIIb) w użytkach ornych wynosi bowiem aż 94%. W związku z tym lasy zachowały się tutaj jedynie w formie fragmentarycznej, gdzie występuje kilkadziesiąt izolowanych fragmentów. Najwięcej z nich znajduje się w centralnej części gminy, w okolicach wsi Czerwięcice, i nie przekracza 100 hektarów.
Na lasy gminy Rudnik składają się przede wszystkim użytki leśne Nadleśnictwa Rud Raciborskich – 4,46 km² (87,5%), Stacji Hodowli Roślin Modzurów – 0,3187 km² (6,3%) oraz lasy prywatne – 0,3165 km². Jeśli chodzi o znaczenie terenów leśnych to możemy tutaj wyróżnić: gospodarcze, turystyczne i ekologiczne. Jednak gospodarcze znaczenie lasów nie jest wielkie w związku z ich dużym rozdrobnieniem na całej powierzchni gminy, a także młodym drzewostanem, małym zróżnicowaniem gatunków i niską odpornością siedliskową. W związku z tym gospodarcze wykorzystanie lasów sprowadza się do prac pielęgnacyjnych i bieżących potrzeb właścicieli.
Lasy mają również niewielkie znaczenie turystyczne i wypoczynkowe, gdzie najlepsze predyspozycje posiada kompleks leśny w okolicach wsi Czerwięcice. Kompleks składa się z lasu i boru mieszanego, gdzie świeży i drzewostan w wieku 40-60 lat tworzą klimat sprzyjający pobytowi ludzi i regenerujący ich zdrowie. Jeśli chodzi o ekologiczne wykorzystanie lasów, to ważne są tutaj funkcje glebochronne, wiatrochronne i klimatyczne.

### Stan środowiska
Zanieczyszczenie powietrza atmosferycznego wynika przede wszystkim z działalności lokalnych źródeł emisji (indywidualnych systemów grzewczych, kotłowni, działalność zakładów przemysłowych), a także napływu zanieczyszczeń z zewnątrz poprzez cyrkulację atmosferyczną. Źródłami zanieczyszczeń liniowych są ciągi komunikacyjne, w tym droga krajowa nr 45 i droga wojewódzka nr 422. Na tych obszarach występuje większa emisja zanieczyszczeń komunikacyjnych (NOx, CO, SO2, pył zawieszony, ołów).
Zanieczyszczenie wód podziemnych może wynikać z działalności rolniczej na terenie gminy (nawożenie, spryskiwanie środkami ochrony roślin), a także tzw. "dzikimi" wysypiskami śmieci. Sytuację pogarsza fakt stosunkowo dobrej przepuszczalności gruntów. Brak kanalizacji na terenie gminy może zagrażać jej wodom powierzchniowym (nieszczelne szamba i nielegalne wylewanie ścieków).

## Historia
Z badań archeologicznych wynika, że ok. IX – VII w. p.n.e. istniały na terenie gminy ślady osadnictwa. Niedaleko miejscowości Łubowice istniał od IX do VII w. p.n.e. gród z epoki brązu i żelaza, dalej: między Łubowicami a Brzeźnicą na wzgórzu znajdowało się cmentarzysko całopalne, z okresu kultury łużyckiej.
Kolejne ślady osadnicze pochodzą już z okresu wczesnego średniowiecza. W centrum Modzurowa znajdowała się osada datowana na VI–X w., natomiast pierwsza udokumentowana wzmianka pochodzi dopiero z 1274. Na przełomie IX–X w., znajdowała się osada na terenie Grzegorzowic. W XI w. – na terenie miejscowości Rudnika istniała już osada kopaczy, natomiast pierwsza wzmianka pochodzi z 1302.

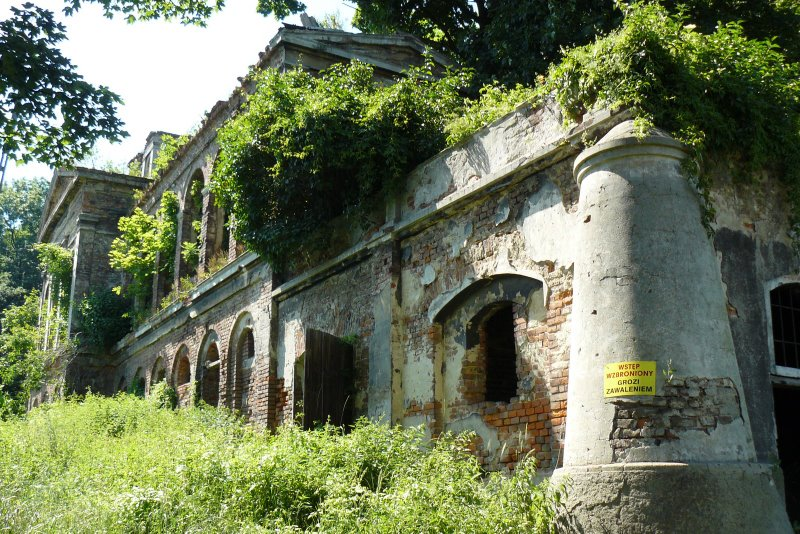
Pałac w Sławikowie

Na średniowiecze datuje się powstanie kolejnych ośrodków osadniczych. W XIII w. na terenie Czerwięcic istniała już średniowieczna osada, o której pierwsze wzmianki pochodzą z lat 1272–1275. W 1223 r. wzmiankowana jest po raz pierwszy wieś Sławików, z okazji konsekracji kościoła pw. św. Jerzego. Wieś należała wówczas do rodziny Lavensteinów, zwanych Czerwięcicami Na przełomie XII–XIII w., na terenie Gamowa istniała już średniowieczna osada, której pierwsza wzmianka pochodzi z 19 listopada 1223. Z XIII w. pochodzą pierwsze wzmianki o wsi Ligota Książęca. Z XIV w. pochodzą pierwsze wzmianki o wsiach Strzybnik, oraz Szonowice. W 1415 r. po raz pierwszy wzmiankowana jest wieś Ponięcice, w dokumentach Mikołaja Wenke, kanonika kolegiaty Św. Krzyża w Opolu i kolegiaty św. Mikołaja w Otmuchowie. Brzeźnica po raz pierwszy wzmiankowana została 12 stycznia 1445 r., kiedy to książę raciborski Wacław Przemyślida, przekazał folwark brzeźnicki swojej żonie Małgorzacie z Szamotuł herbu Nałęcz. W XV w. istniała już wieś Lasaki, jako przysiółek Sławikowa o nazwie Sławikowski Górny Las.
Około 1645 r. w Brzeźnicy staraniem Małgorzaty Dzierżanowskiej został wzniesiony pałac rycerski. Pierwsze wzmianki o Jastrzębiu pochodzą z 1679. W 1809 r. grupa rolników ze wsi Ligota Książęca wykorzystała wody z potoku do założenia wodociągu, który zasilany był wodą ze studni za pomocą pompy. W latach 1870–1872 w Jastrzębiu został wzniesiony pałac, który przetrwał do dziś. W 1892 r. staraniem rodziny von Schimonsky został wzniesiony w Czerwięcicach pałac. W XVIII w. powstała wieś Sławienko z gruntów, które właściciel majątku w Morzurowie podarował swoim poddanym. W 1939 r. władający pałacem w Jastrzębiu prawnik o nazwisko Thinel, przekształcił go na zakład chorób płucnych.
Gmina Rudnik powstała w 1973 r.. W latach 1975–1998 gmina położona była w województwie katowickim. Po reformie administracyjnej wchodzi w skład powiatu raciborskiego województwa śląskiego.

## Demografia
Gminę według danych z 30 czerwca 2004 r. zamieszkuje 5267 osób, co stanowi około 1% ludności województwa śląskiego.
| Rok  | Liczba mieszkańców | Mężczyzn | Kobiet | Gęstość zaludnienia |
| ---- | ------------------ | -------- | ------ | ------------------- |
| 2004 | 5267               |          |        | 71,06               |
| 2007 | 5220               | 2531     | 2689   | 70,43               |
| 2008 | 5157               |          |        | 69,58               |
| 2011 | 5051               |          |        | 68,59               |

Struktura demograficzna mieszkańców gminy Rudnik według danych z 31 grudnia 2007 r.:
| Opis                                | Ogółem | Ogółem | Kobiety | Kobiety | Mężczyźni | Mężczyźni |
| ----------------------------------- | ------ | ------ | ------- | ------- | --------- | --------- |
| Jednostka                           | osób   | %      | osób    | %       | osób      | %         |
| Populacja                           | 5220   | 100    | 2689    | 51,51   | 2531      | 48,49     |
| Wiek przedprodukcyjny (0–17 lat)    | 1017   | 19,48  | 510     | 9,77    | 507       | 9,71      |
| Wiek produkcyjny (18–65 lat)        | 3211   | 61,51  | 1559    | 29,87   | 1652      | 31,65     |
| Wiek poprodukcyjny (powyżej 65 lat) | 992    | 19     | 620     | 11,88   | 372       | 7,13      |

Jeżeli chodzi o strukturę wieku w gminie, to największą grupę stanowią osoby w wieku 40–49 lat, których jest 810. Dzieci w wieku 0–6 lat jest 437, a w wieku 7–14 jest 649. Młodzieży w wieku 15-19 lat jest 478, a osób w wieku 20–29 – 739. Grupa osób w wieku 30–39 lat wynosi 658, a w wieku 50–59 – 571. Osób, które mają 60 lat i więcej w gminie jest 978.
Warto podkreślić, że jeśli chodzi o ludność w wieku produkcyjnym, to odsetek osób w gminie jest wyższa niż w powiecie raciborskim oraz województwie śląskim. W wieku przedprodukcyjnym znajduje się 22,4% ludności, w produkcyjnym – 59,2%, a poprodukcyjnym – 18,3%.
Największą miejscowością w gminie jest Rudnik, którym ma 904 mieszkańców, następnie znajdują się Grzegorzowice – 617 mieszkańców, Brzeźnica – 597 mieszkańców, Gamów – 449 mieszkańców, Sławików – 474 mieszkańców, Modzurów – 389 mieszkańców, Łubowice – 362 mieszkańców, reszta miejscowości ma mniej niż 300 mieszkańców.
Podczas spisu w 2011 roku 25,4% mieszkańców zadeklarowało się jako Niemcy.

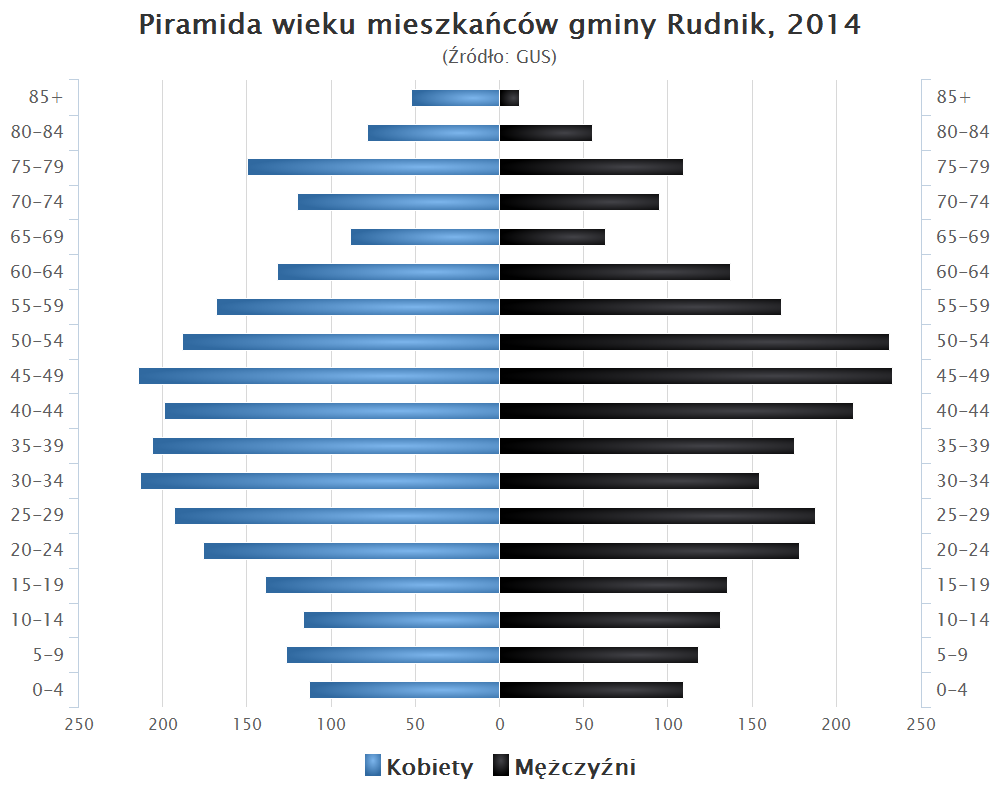
Piramida wieku mieszkańców gminy Rudnik w 2014 roku

## Gospodarka
Rolnictwo stanowi silną i wiodącą pozycję w strukturze gospodarczej gminy, gdzie jest jej podstawową bazą ekonomiczną jak i głównym źródłem utrzymania ludności. Użytki rolne zajmują 6299 hektary, co stanowi ponad 85% powierzchni gminy. W strukturze produkcji dominuje kierunek rośliny, a przede wszystkim zboża, głównie pszenica.
W 2007 r. w gminie Rudnik było 211 prywatnych podmiotów gospodarczych, z czego 152 stanowiły osoby fizyczne prowadzące działalność gospodarczą, 4 spółdzielnie oraz 1 spółka handlowa z udziałem kapitału zagranicznego.
Na terenie gminy w 2004 r. działalność gospodarczą prowadziły 134 podmioty. W gminie dominuje działalność rolnicza: uprawa roślin i hodowla.
| Wyszczególnienie                                                   | Liczba |
| ------------------------------------------------------------------ | ------ |
| Rolnictwo, łowiectwo, leśnictwo                                    | 811    |
| Działalność produkcyjna                                            | 23     |
| Budownictwo                                                        | 14     |
| Handel i naprawy                                                   | 32     |
| Restauracje, bary                                                  | 6      |
| Transport, składowanie, łączność                                   | 16     |
| Pośrednictwo finansowe                                             | 7      |
| Obsługa nieruchomości i firm                                       | 1      |
| Edukacja, tłumaczenia                                              | 1      |
| Ochrona zdrowia i opieka socjalna                                  | 4      |
| Pozostała działalność usługowa, komunalna, socjalna i indywidualna | 30     |
| Razem                                                              | 945    |

| Rodzaj      | Powierzchnia (ha) |
| ----------- | ----------------- |
| Grunty orne | 5 382             |
| Sady        | 202               |
| Łąki        | 429               |
| Pastwiska   | 288               |
| Σ           | 6 463             |

Ogółem powierzchnia użytków rolnych zajmuje 6463 hektarów, co stanowi 87,41% obszaru gminy. Podstawowa forma własności, to gospodarstwa indywidualne, które stanowią 56,6% powierzchni użytków rolnych (2 836 ha). W gminie uprawiane są głównie zboża i kukurydza oraz hodowane bydło i trzoda chlewna.
| Wyszczególnienie | Liczba (szt.) |
| ---------------- | ------------- |
| bydło domowe     | 2778          |
| trzoda chlewna   | 4260          |
| konie            | 51            |
| drób             | 6094          |
| Razem            | 13 183        |

| Wyszczególnienie | Powierzchnia (ha) |
| ---------------- | ----------------- |
| pszenica         | 1 885,18          |
| pszenżyto        | 11,09             |
| jęczmień         | 547,54            |
| rośliny pastewne | 462,30            |
| ziemniaki        | 150,36            |
| rzepak           | 345,99            |
| buraki cukrowe   | 346,38            |
| Razem            | 4 211,14          |

## Podział administracyjny

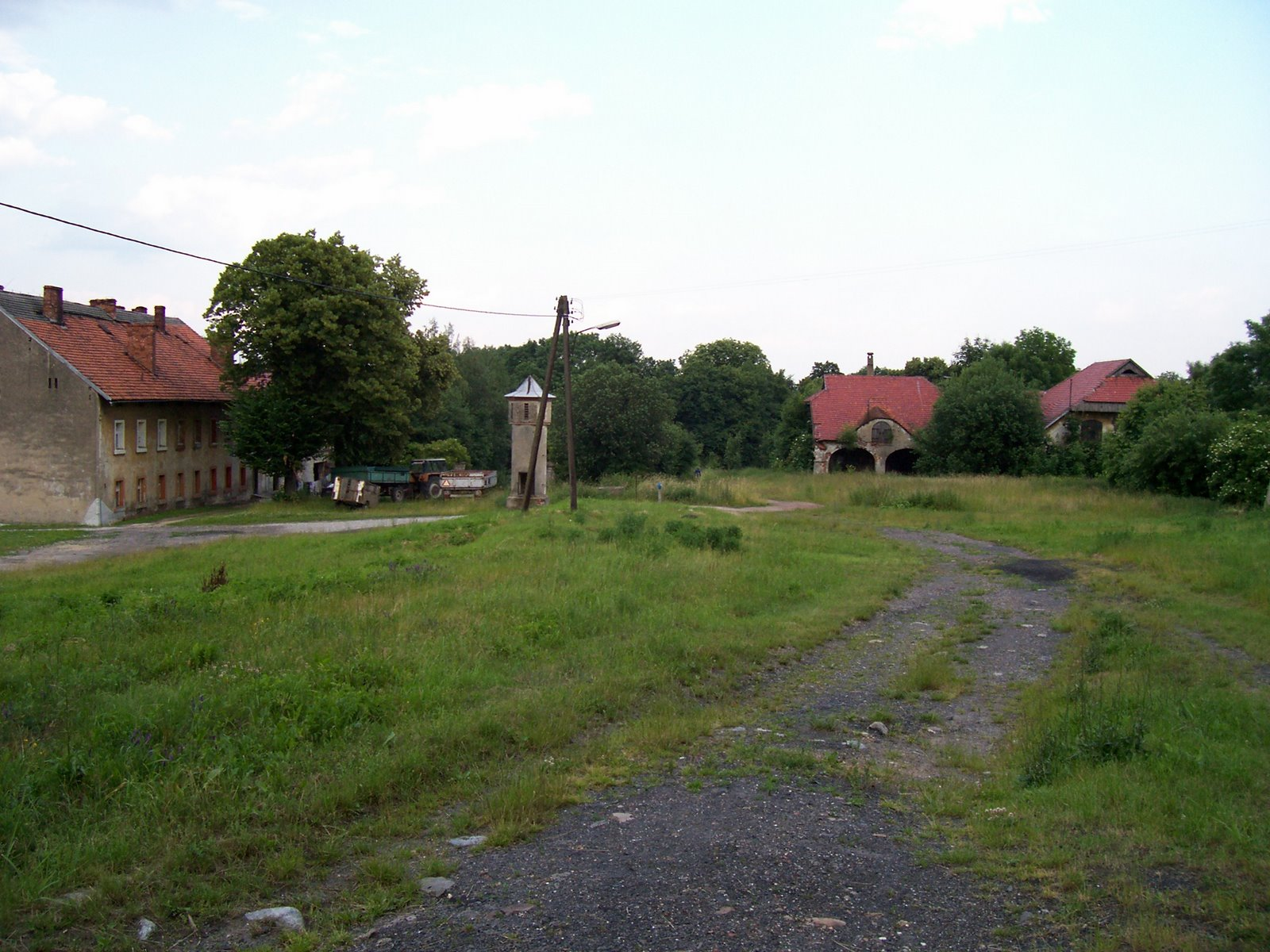
Wieża zegarowa w Strzybniku

### Sołectwa
| Lp. | Nazwa sołectwa  | Liczba ludności | Udział (%) | Powierzchnia (km²) | Udział (%) | Gęstość zaludnienia (os./km²) |
| --- | --------------- | --------------- | ---------- | ------------------ | ---------- | ----------------------------- |
| 1.  | Brzeźnica       | 597             | 10,12%     | 7,15               | 9,68%      | 71,47                         |
| 2.  | Czerwięcice     | 107             | 2,12%      | 3,95               | 5,35%      | 27,08                         |
| 3.  | Gamów           | 460             | 9,11%      | 5,16               | 6,98%      | 89,15                         |
| 4.  | Grzegorzowice   | 574             | 11,36%     | 4,87               | 6,59%      | 117,86                        |
| 5.  | Jastrzębie      | 156             | 3,09%      | 4,55               | 6,16%      | 34,29                         |
| 6.  | Lasaki          | 171             | 3,39%      | 1,55               | 2,10%      | 110,32                        |
| 7.  | Ligota Książęca | 143             | 2,83%      | 1,75               | 2,37%      | 81,71                         |
| 8.  | Łubowice        | 337             | 6,67%      | 3,7                | 5,00%      | 91,08                         |
| 9.  | Modzurów        | 408             | 8,08%      | 8,95               | 12,11%     | 45,59                         |
| 10. | Ponięcice       | 226             | 4,47%      | 5,7                | 7,71%      | 39,65                         |
| 11. | Rudnik          | 986             | 19,52%     | 9,3                | 12,59%     | 106,02                        |
| 12. | Sławików        | 423             | 8,37%      | 6,0                | 8,12%      | 70,5                          |
| 13. | Strzybnik       | 285             | 5,64%      | 6,3                | 8,53%      | 45,24                         |
| 14. | Szonowice       | 264             | 5,23%      | 4,71               | 6,37%      | 56,05                         |

### Miejscowości
WsieBrzeźnica, Czerwięcice, Gamów, Grzegorzowice, Jastrzębie, Lasaki, Ligota Książęca, Łubowice, Modzurów, Ponięcice, Rudnik, Sławienko, Sławików, Strzybnik, Szonowice
OsadyDolędzin
KolonieGacki
PrzysiółkiKolonia Strzybnik, Strzybniczek

## Komunikacja
| Droga | Relacja                                  | Długość |
| ----- | ---------------------------------------- | ------- |
| S3500 | Grzegorzowice – Łubowice – Brzeźnica     | 7,9 km  |
| S3501 | Brzeźnica ul. Leśna                      | 1,9 km  |
| S3503 | Jastrzębie – Modzurów – Strzybniczek     | 10,1 km |
| S3514 | Rudnik – DK45                            | 2 km    |
| S3518 | Sławików – Lasaki – Grzegorzowice        | 3,3 km  |
| S3519 | Grzegorzowice Gacki – Czerwięcice – DK45 | 6,6 km  |
| S3520 | DK45 – Ponięcice – Szonowice             | 2,6 km  |
| S3521 | Modzurów – Szonowice – DK45              | 1,7 km  |
| S3522 | Dolędzin – Modzurów                      | 3,4 km  |
| S3523 | Rudnik – Strzybnik                       | 3,4 km  |
| S3524 | Turmasy – Jastrzębie                     | 0,5 km  |
| S3527 | Sławienko – Gamów – Strzybniczek         | 5,3 km  |

### Transport drogowy
Gminę cechuje dobre położenie komunikacyjne. Środek gminy przecina dwupasmowa 45 droga krajowa nr 45 o długości 8,8 km oraz szerokości 7 m, z 23 m pasem drogowym, która przebiega z Opola przez Racibórz i Chałupki do granicy z Czechami. Stan techniczny drogi wymaga remontu nawierzchni, bowiem natężenie ruchu na tej drodze jest największe. Droga należy do IV klasy technicznej.
Przez teren gminy przebiega także 421 droga wojewódzka nr 421 Kędzierzyn Koźle–Kuźnia Raciborska o długości 6 km. Droga bierze swój początek w sołectwie Sławików, a kończy się na przeprawie promowej w Grzegorzowicach.

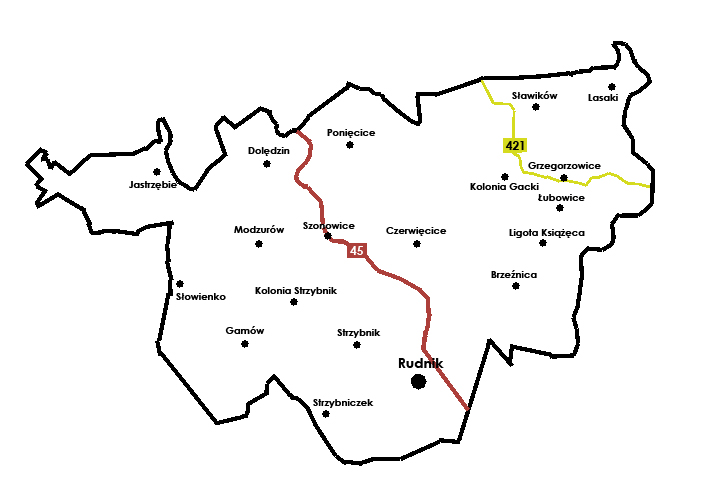
Drogi na mapie gminy Rudnik

Od północnej granicy gminy w odległości około 45 km przebiega A4 autostrada A4 Zgorzelec–Wrocław–Katowice–Kraków, natomiast w odległości około 25 km od wschodniej granicy gminy przebiega A1 autostrady A1 Gdańsk–Łódź–Katowice–Gorzyczki.
W odległości 16 km znajduje się przejście graniczne z Republiką Czeską w Pietraszynie, natomiast w odległości 29 km znajduje się przejście graniczne w Chałupkach.
Gmina posiada 12 odcinków dróg powiatowych o łącznej długości 48,7 km, z czego 39,5 km to nawierzchnia twarda, 2,3 km – nawierzchnia ulepszona, a 9,2 km nawierzchnia gruntowa. Drogi te łączą większość miejscowości w gminie. Sieć dróg gminnych wynosi 63 km, z czego 21 km to nawierzchnia bitumiczna, 42 km – nawierzchnia gruntowa. Drogi te w znaczącej większości nie posiadają chodników, rowów odwadniających ani poboczy.
Gmina nie posiada własnej komunikacji zbiorowej, a połączenia obsługiwane są przez PKS i PKM Racibórz oraz prywatnych przewoźników.

### Inne
Na terenie gminy znajduje się jeden urząd pocztowy – Rudnik (kod 47–411). Oprócz tego znajduje się także agencja pocztowa we wsi Łubowice (kod 47-411).
Gmina Rudnik nigdy nie posiadała żadnej infrastruktury kolejowej. Najbliższe stacje kolejowe znajdują się we miejscowościach Kuźnia Raciborska, Nędza oraz Racibórz.
Odległość do portu lotniczego w Pyrzowicach (Katowice) wynosi 75 km, natomiast port lotniczy w Ostrawie oddalony jest o 35 km.

## Infrastruktura techniczna

### Sieć energetyczna
Teren gminy zasilany jest w energię elektryczną z czterech Głównych Punktów Zasilania:
- Racibórz – ul. Piaskowa,
- Racibórz – Studzienna,
- Kuźnia Raciborska,
- Polska Cerekiew.

Rozprowadzanie energii elektrycznej następuje poprzez sieć napowietrzną średniego napięcia – 15 kV w układzie promieniowym oraz poprzez linie napowietrzne niskiego napięcia – 0,4 kV. Sieć ta jest w znacznym stopniu wyeksploatowana co powoduje częste awarie oraz większe straty w przesyle energii. Teren gminy przecina tranzytowa dwutorowa napowietrzna linia wysokiego napięcia 400 kV (Dobrzeń–Wielopole).

### Sieć gazowa
Tereny gminy nie są objęte siecią gazu rozdzielczego, w taki gaz zaopatrywane jest miasto Racibórz. Braki w zaopatrzeniu w gaz sieciowy zaspokajany jest przez większość mieszkańców gazem z butli propan-butan.

### Telekomunikacja
Teren gminy związany jest ze strefą numeracyjną Raciborza, a obsługiwany jest przez katowickie automatyczne centrale telefoniczne. Liczba abonentów wyniosła w 2004 r. około 1 000. Natomiast w przysiółku Strzybniczek znajduje się maszt radiowy, transmitujący Radio Maryja oraz lokalną rozgłośnię – Radio Vanessa.

### Gospodarka komunalna
Wszystkie sołectwa gminy są zaopatrywane w wodę z wodociągów, które obsługuje Zakład Wodociągów i Usług Komunalnych w Rudniku, z wyjątkiem Modzurowa, które jest obsługiwane przez Stację Hodowli Roślin. W 2004 r. długość sieci rozdzielczej wynosiła 66,6 km, a przyłączy 39,6 km. Odsetek gospodarstw podłączonych do sieci wodociągowej wynosi 99%. Gmina przede wszystkim jest zaopatrywana w wodę z ujęć podziemnych zlokalizowanych pod Rudnikiem o wydajności 2800 m³ na dobę oraz w Modzurowie o wydajności 750 m³ na dobę.
Kanalizacja sanitarna istnieje tylko w miejscowości Modzurów oraz częściowo w miejscowości Ponięcice, a jej długość wynosi około 5 km. Ścieki odprowadzane są do oczyszczalni w Modzurowie, której przepustowość wynosi 26,1 m³ na dobę oraz Ponięcicach – 24,5 m³ na dobę. W miejscowości Rudnik częściowo istnieje kanalizacja deszczowa.
Odpady nie są składowane na terenie gminy, a na wysypisku w Kamieńsku. Gmina prowadzi także zbiórki surowców wtórnych, takich jak szkło, tworzywa sztuczne oraz szmaty w specjalnych pojemnikach.

## Kultura i sport

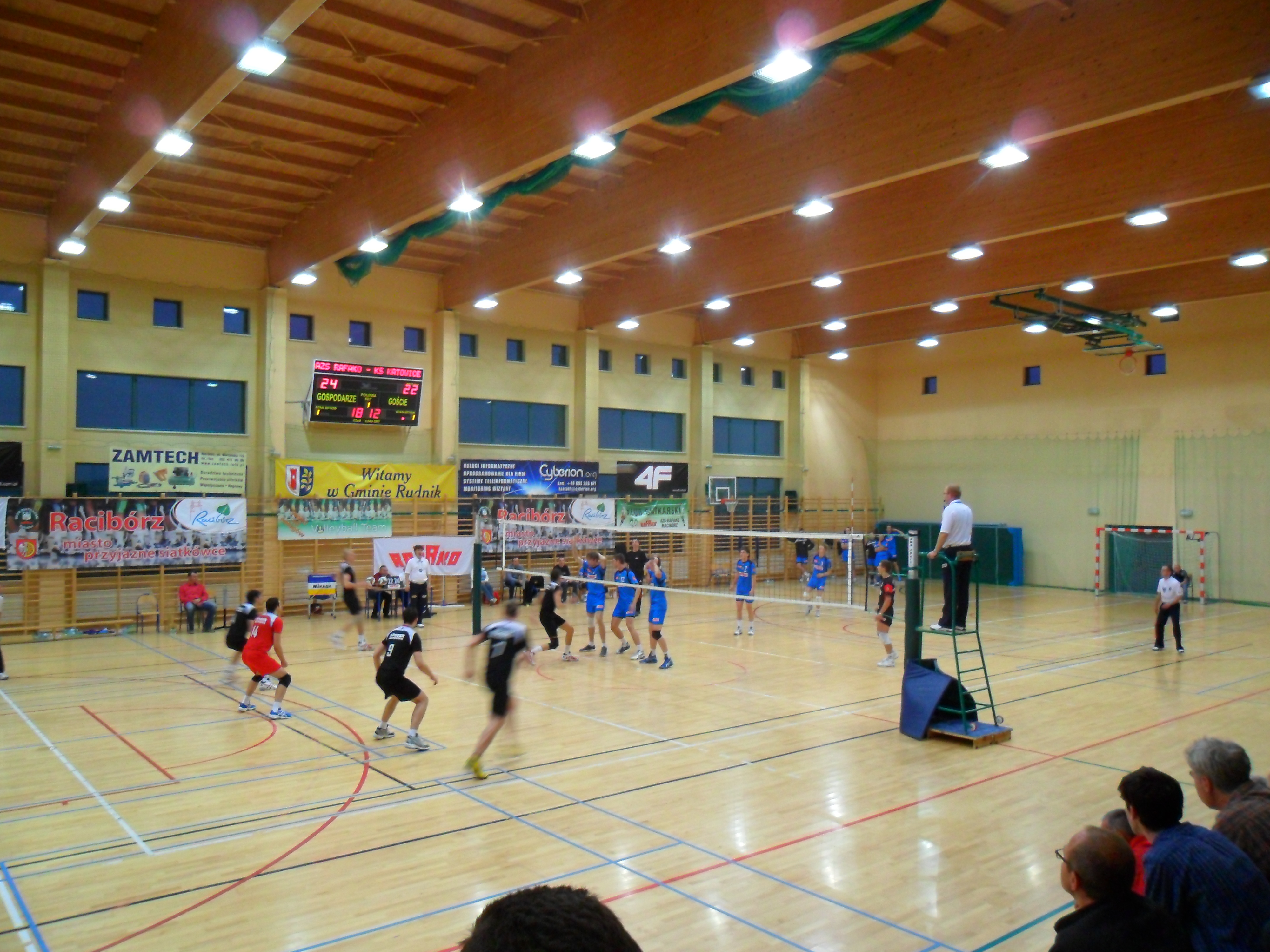
Hala sportowa w Rudniku

Większość działalności kulturowej skupia się w Górnośląskim Centrum Spotkań i Kultury w Łubowicach. Na terenie gminy działa także Towarzystwo Miłośników Josepha von Eichendorffa, które powstało w 1989 r.. Oprócz tego na terenie gminy znajduje się Biblioteka Publiczna w Rudniku, a także jej filia w Łubowicach. Działalność kulturalna odbywa się także świetlicach wiejskich, które znajdują się w Rudniku, Szonowicach, Modzurowie, Ponięcicach, a także Gamowie. Na terenie gminy znajduje się mniejszość niemiecka skupiona w Towarzystwaie Społeczno-Kulturalnych Niemców, tzw. DFK w Rudniku, Brzeźnicy, Gamowie, Sławikowie, Jastrzębiu oraz Grzegorzowicach.
Na infrastrukturę sportową składają się boiska w Rudniku, Grzegorzowicach, Gamowie, Sławikowie, Ponięcicach i Brzeźnicy, a także sale gimnastyczne przy szkołach podstawowych w Szonowicach, Grzegorzowicach oraz ukończona w 2007 r. hala sportowa przy Zespole Szkół Ogólnokształcących w Rudniku, w której odbył się już m.in. turniej finałowy halowych mistrzostw Polski kobiet w piłce nożnej 2009. Oprócz tego na terenie gminy działa Ludowy Klub Sportowy "Dąb", który posiada salę sportową w Brzeźnicy.

## Religia
Na terenie gminy ma siedzibę pięć parafii rzymskokatolickich, które należą do diecezji opolskiej. Pierwsza z nich to parafia Narodzenia Najświętszej Maryi Panny w Łubowicach, do której należą miejscowości Łubowice, Brzeźnica, Ligota Książęca oraz Grzegorzowice. Parafia należy do dekanatu Racibórz. Kolejna to parafia św. Jerzego w Sławikowie, do której należą miejscowości Czerwięcice, Sławików oraz Lasaki. Parafia należy do dekanatu Łany. Trzecią parafią na terenie gminy jest parafia św. Anny w Gamowie, która należy do dekanatu Pietrowice Wielkie. W Modzurowie znajduje się parafia Trójcy Świętej, do której należą miejscowości Dolędzin, Modzurów, Sławienko oraz Szonowice. Parafia należy do dekanatu Łany. Ostatnia parafia na terenie gminy to parafia św. Katarzyny w Rudniku, do której należą miejscowości Czerwięcice, Rudnik oraz Strzybnik. Parafia należy do dekanatu Racibórz.
Miejscowości Jastrzębie i Ponięcice należą do parafii św. Piotr i Pawła w Grzędzinie (dekanat Łany).

## Turystyka

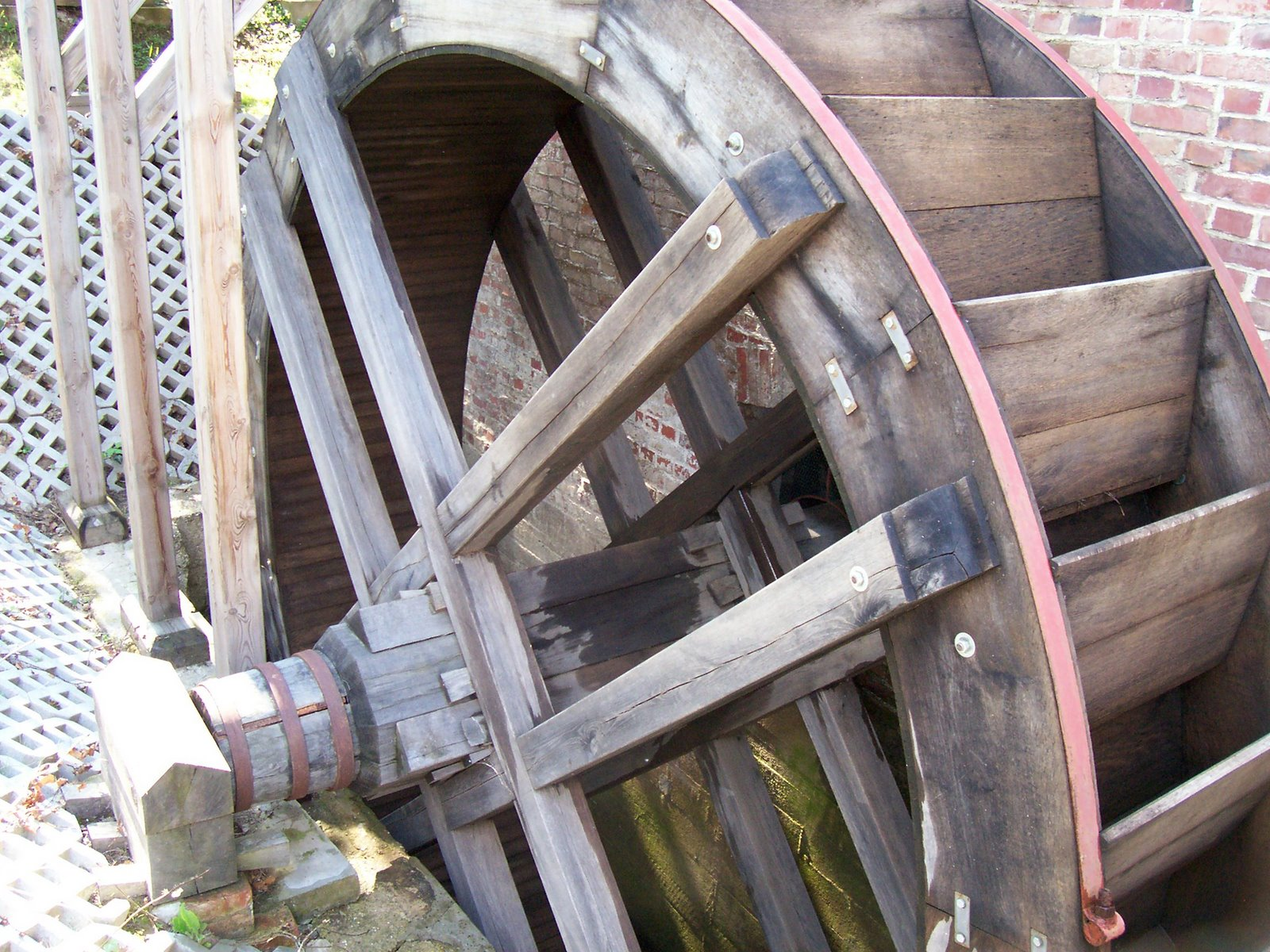
Brzeźnica, młyn

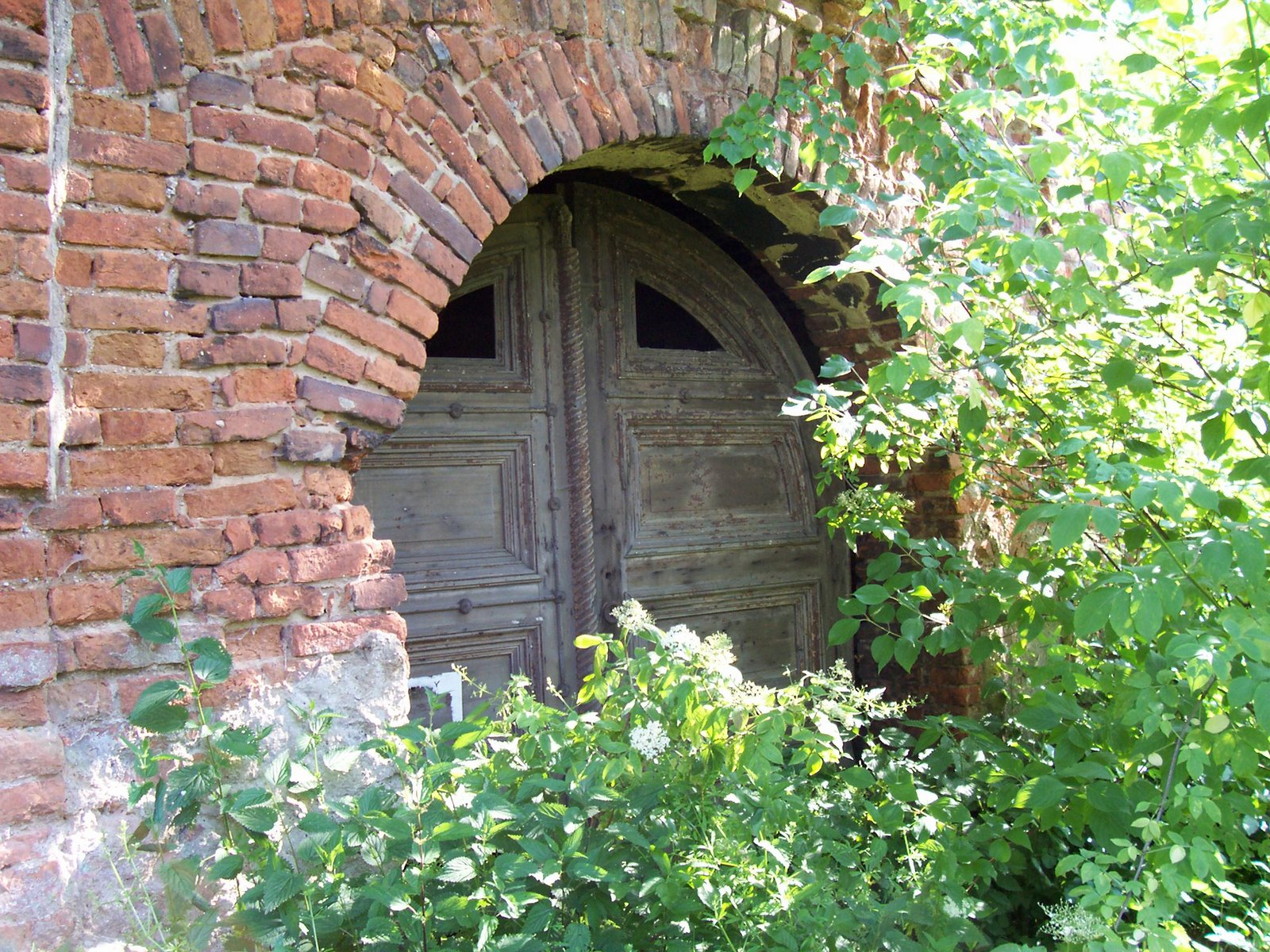
Brzeźnica, ruiny pałacu z 1645 r.

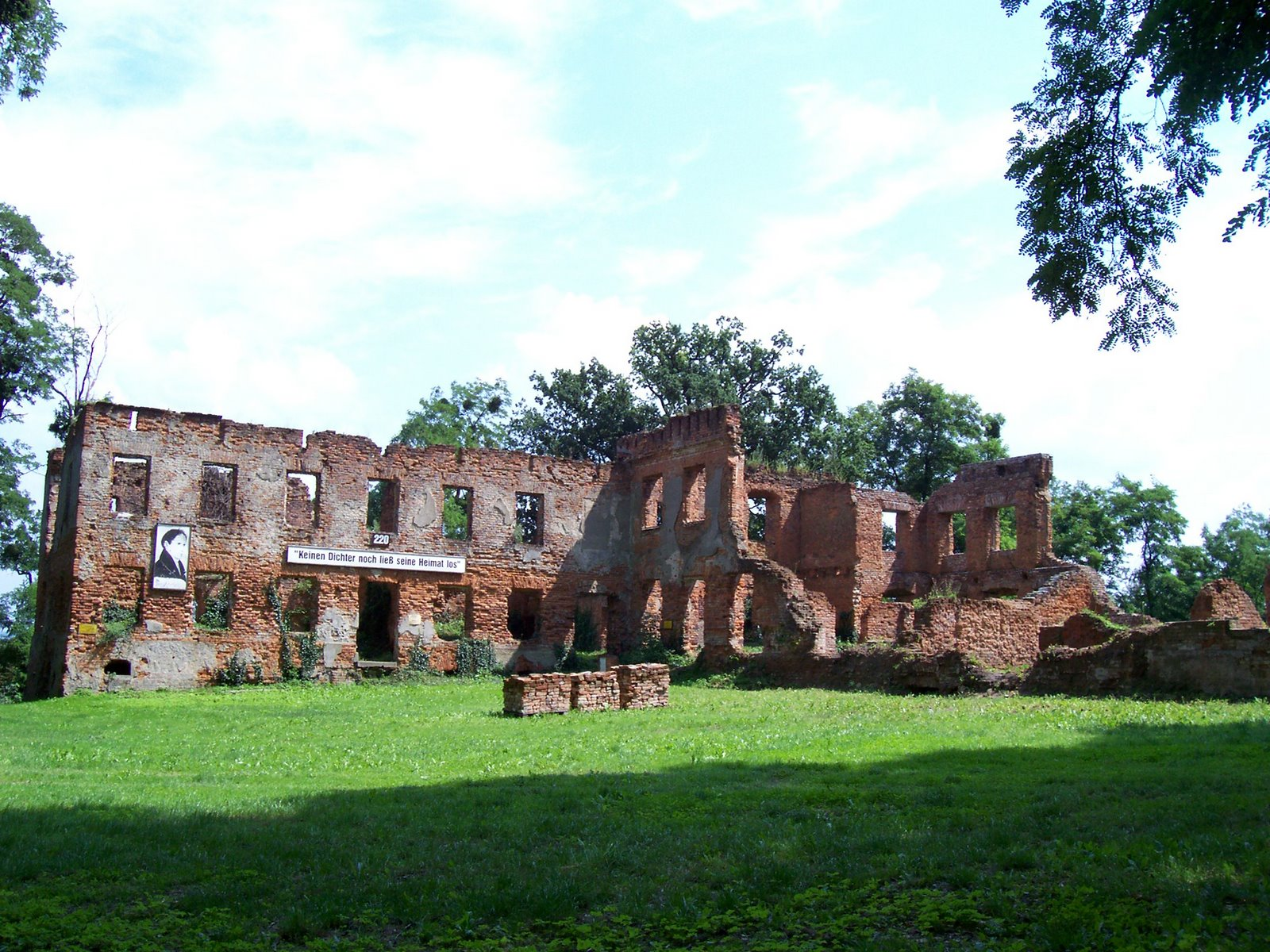
Łubowice, ruiny pałacu z 1786 r.

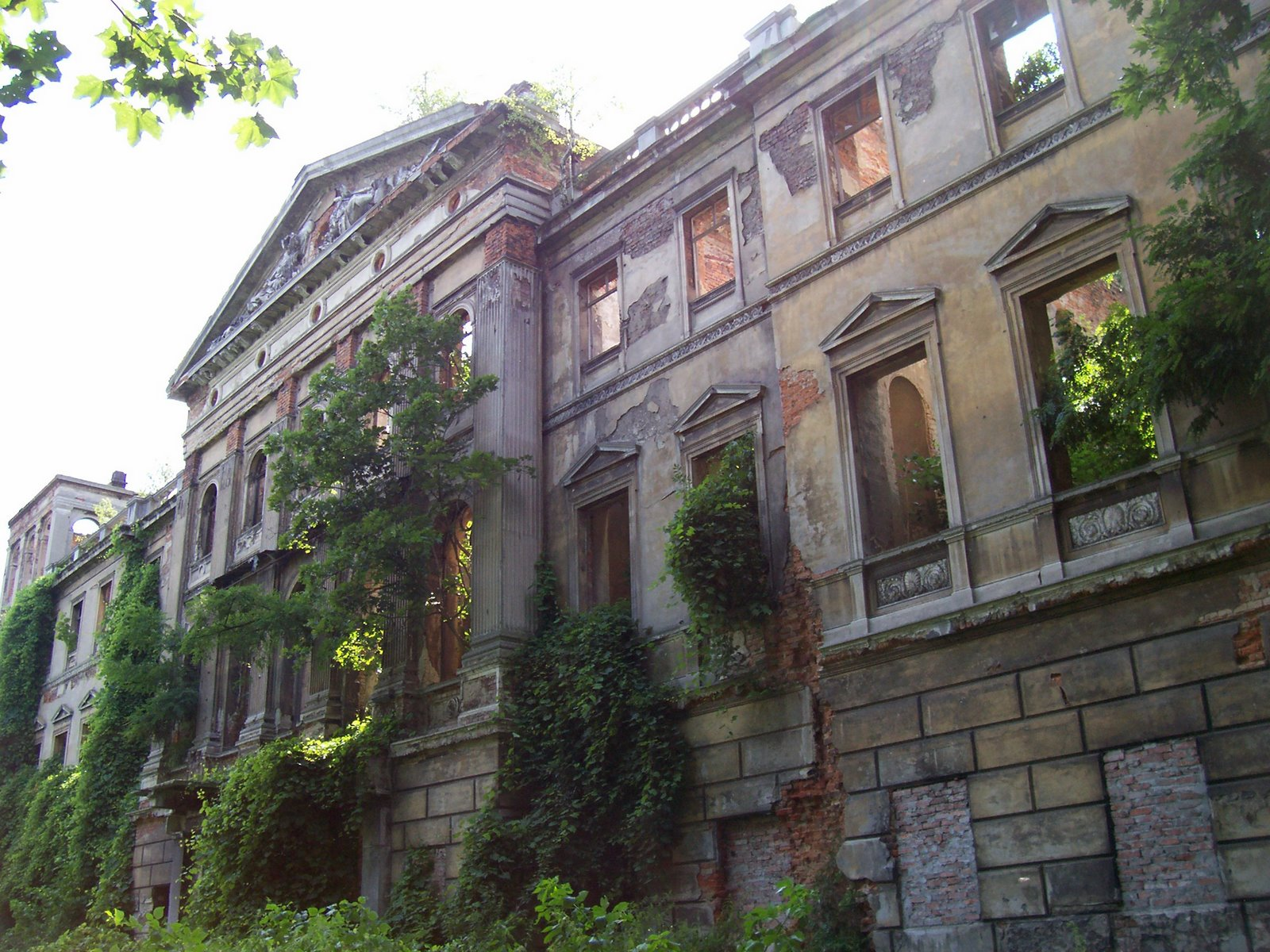
Sławików, ruiny pałacu z 1865 r.

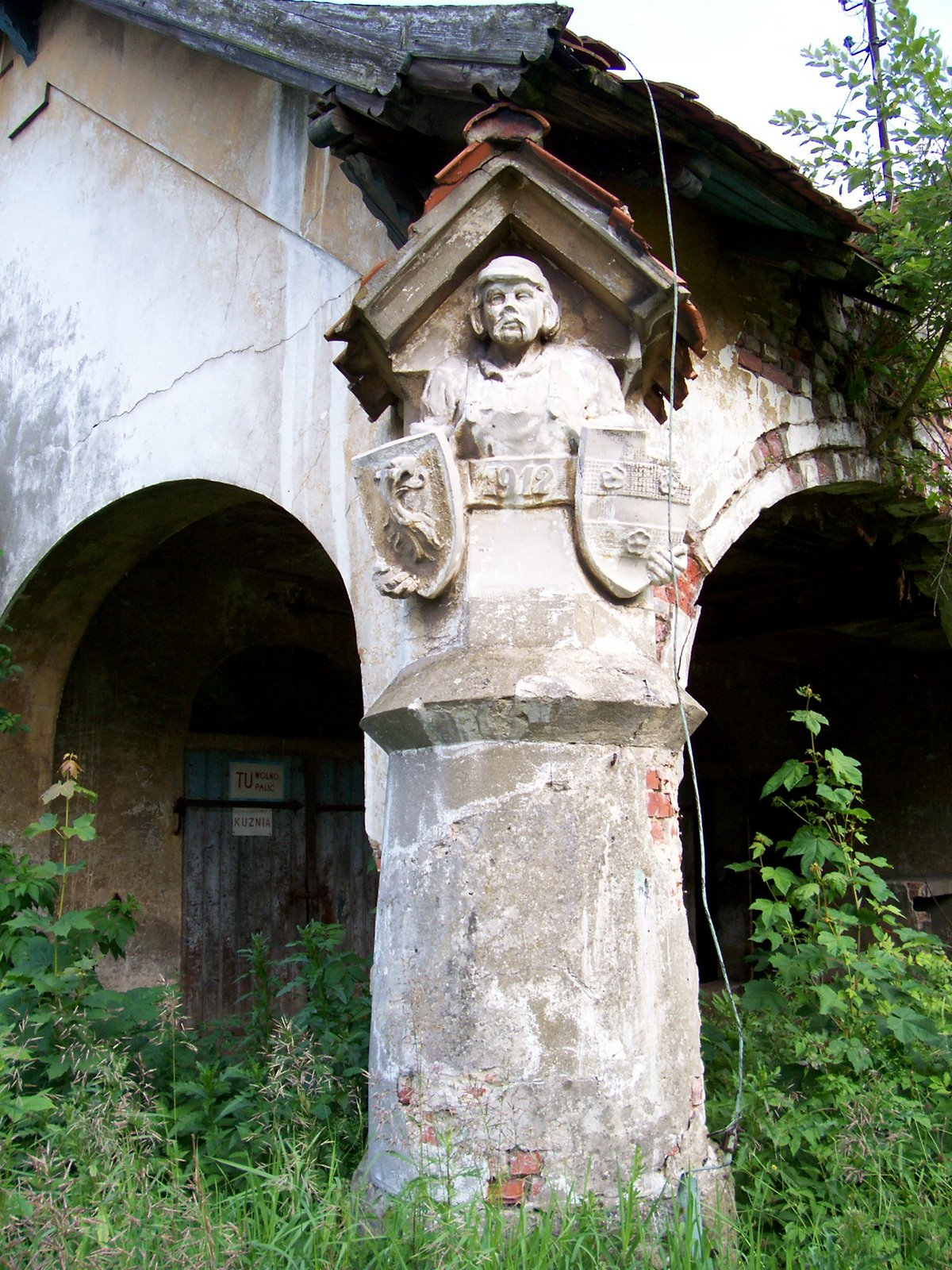
Strzybnik, neobarokowa kuźnia

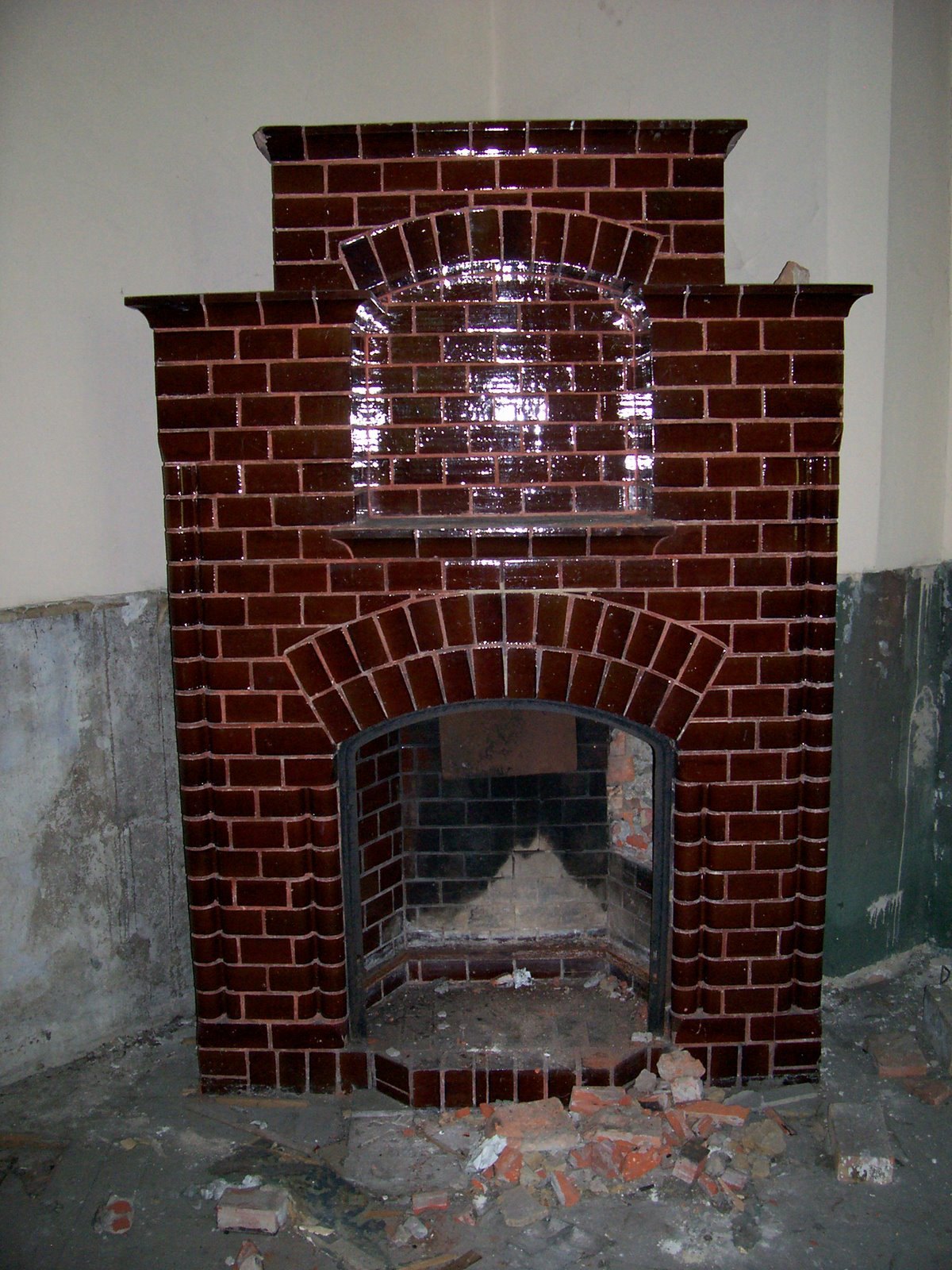
Rudnik, pałac z 1797 r.

Gmina posiada atrakcyjne walory historyczne, kulturowe i krajoznawcze, wśród których można wyróżnić układy ruralistyczne i zabytkowe panoramy wsi. Na terenie gminy znajdują się obiekty wpisane do rejestru zabytków województwa śląskiego. Oprócz tego znajduje się tutaj szereg obiektów wpisanych do gminnego rejestru zabytków. Działania takie pozwalają na ochronę dziedzictwa historycznego i kulturowego na terenie gminy, co przekłada się na uatrakcyjnienie jej oferty turystycznej.

### Zabytki
Na terenie gminy znajduje się ponad sto stanowisk archeologicznych, gdzie znaleziono m.in. ślady osadnicze jak i cmentarzyska całopalne. W czasie prac wykopaliskowych znaleziono rzeczy pochodzące m.in. z epoki kamienia, epoki brązu, neolitu, kultury łużyckiej, kultury przeworskiej, czasów rzymskich i średniowiecza.
- Brzeźnica:
  - ruiny barokowego pałacu z 1645[6][25][51],
  - barokowa figura św. Jana Nepomucena z XVIII wieku[6][25],
  - młyn wodny[6][25][51],
  - cmentarzysko ciałopalne kultury łużyckiej[5][6]
  - kapliczka z XIX wieku[25][51],
  - spichlerz dworski z XIX wieku[51].
- Czerwięcice:
  - pałac rodziny von Schimonsky z 1892[32][51],
  - kościół filialny pw. Matki Bożej Różańcowej z XIX wieku[32],
  - krzyż kamienny z 1720[32][51],
  - krzyż z piaskowca z 1876[32],
  - murowana kapliczka z XVIII wieku[32][51].
- Gamów:
  - kościół pw. św. Anny z 1726[6][27][51],
  - młyn z 1916[6][27][51],
  - zagrody frankońskie[6][27],
  - kapliczka z 1857[6][23][51],
  - kapliczka z 1880[6][23][51],
  - krzyże przydrożne z 1894 r., z 1898 r., z 1909 r., z 1910 r., z 1911[23].
- Grzegorzowice:
  - krzyż pokutny z piaskowca[52],
  - kapliczka z I poł. XIX wieku[52],
  - murowana kapliczka z XIX wieku[52],
  - kapliczka z 1938[52],
  - krzyż z 1874[52].
- Jastrzębie:
  - pałac z 1870[6][28][51],
  - folwark z 1797[6].
- Lasaki:
  - kapliczka z 1860[6][28][51],
  - kapliczka z końca XIX wieku[28],
  - krzyż kamienny z 1861[28].
- Ligota Książęca:
  - kaplica św. Bartłomieja z 1927[21],
  - krzyż z XIX wieku[21].
- Łubowice:
  - ruiny barokowego pałacu z 1786[6][51][53],
  - neogotycki kościół pw. Narodzenia Najświętszej Maryi Panny z 1907[6][51][53],
  - kaplica z XIX wieku[54],
  - cmentarz z grobami rodziny Eichendorffów[6][54],
  - grodzisko kultury łużyckiej[6][55].
- Modzurów:
  - neogotycki kościół pw. Trójcy Świętej z 1896[6][51][56],
  - figura św. Jana Nepomucena z końca XIX wieku[56],
  - neogotycki pałac von Königów z 1864[6][24][51],
  - ruiny późnoklasycystycznego mauzoleum z połowy XIX wieku[24][51],
  - neogotycka kapliczka z 1890[24][51],
  - spichlerz z przełomu XIX i XX wieku[24][51].
- Rudnik:
  - neogotycki kościół pw. św. Katarzyny z 1892[6][51][57],
  - neobarokowy pałac z 1797[6][51][57],
  - dwie kaplice z 1822[6][51][57],
  - krzyż kamienny z 1902[57],
  - plebania z XIX wieku[6],
  - gorzelnia z 1910[51],
  - stodoła z końca XIX wieku[51].
- Sławików:
  - neoromański kościół pw. św. Jerzego z 1842[6][51][57],
  - eklektyczny pałac rodziny von Eickstedt z 1865[6][51][57],
  - ruiny dawnej oranżerii[6],
  - mauzoleum z XIX wieku[57],
  - kaplica ewangelicka z XIX wieku[57],
  - murowany krzyż z 1902[57],
  - ruiny dwukondygnacyjnego spichlerza z przełomu XVIII i XIX wieku[57].
- Strzybnik:
  - neoklasycystyczny pałac z XIX wieku[6][30][51],
  - kaplica grobowa z XIX wieku[30],
  - spichlerz folwarczny z 1815[6][30],
  - drewniana kapliczka z XIX wieku[30][51],
  - krzyż kamienny z 1906[30],
  - wieża zegarowa z XIX wieku[6][30],
  - neobarokowa kuźnia i stajnia[6][30][51].
- Szonowice:
  - pałac z XIX wieku[6][30][51],
  - dwie kapliczki z XIX wieku[6][30][51].

### Szlaki turystyczne
- Szlak im. Młodości J. Von Eichendorffa
  - Trasa: Brzezie → Pogrzebień → Kobyla → Markowice → Łubowice
- Trasa 9-N[58]
  - Trasa: Racibórz → Miedonia → Brzeźnica → Łubowice → Sławików
- Trasa 54-S[58]
  - Trasa: Racibórz → Rudnik → Strzybnik → Modzurów → Grzędzin → Dzielawy → Polska Cerekiew
- Trasa 351-C[58]
  - Trasa: Pawłów → Rudnik → Brzeźnica → Czerwięcice
- Trasa 354-N[58]
  - Trasa: Ocice Górne → Żerdziny → Pawłów → Maków → Krowiarki → Jastrzębie → Łańce → Grzędzin → Dzielawy
- Trasa 344-Z[58]
  - Trasa: Markowice → Nędza → Ciechowice →Grzegorzowice→ Łubowice → Czerwięcice → Błażejowice → Łany → Polska Cerekiew
- Trasa 342-Y[58]
  - Trasa: Modzurów → Szonowice → Ponięcice → Sławików

## Oświata
Na terenie gminy w 2004 r. uczyło się 305 dzieci w szkołach podstawowych oraz 206 w gimnazjach. Przy trzech szkołach działają oddziały "zerówki", w których uczy się 45 dzieci. Wszystkie szkoły posiadają świetlice oraz stołówki. Na obszarze gminy nie działają szkoły średnie, zawodowe, pomaturalne, policealne orazszkolnictwa specjalnego dla dzieci i młodzieży.
- Przedszkola[6][59][60][61][62][63]:
  - Przedszkole Samorządowe w Gamowie
  - Przedszkole Samorządowe w Grzegorzowicach
  - Przedszkole Samorządowe w Rudniku
  - Przedszkole przy Zespole Szkolno-Przedszkolnym w Brzeźnicy
- Szkoły podstawowe[6][59][63][64][65]:
  - Szkoła Podstawowa przy Zespole Szkolno-Przedszkolnym w Brzeźnicy
  - Publiczna Szkoła Podstawowa w Gamowie
  - Szkoła Podstawowa przy Zespole Szkół Ogólnokształcących w Rudniku
  - Szkoła Podstawowa przy Zespole Szkół Ogólnokształcących w Grzegorzowicach
  - Szkoła Podstawowa przy Zespole Szkół Ogólnokształcących w Szonowicach
- Gimnazja[6][59][64][65]:
  - Gimnazjum przy Zespole Szkół Ogólnokształcących w Rudniku
  - Gimnazjum przy Zespole Szkół Ogólnokształcących w Grzegorzowicach
  - Gimnazjum przy Zespole Szkół Ogólnokształcących w Szonowicach

## Opieka społeczna i zdrowotna
| Rok  | Liczba rodzin | Liczba osób w rodzinach |
| ---- | ------------- | ----------------------- |
| 2000 | 115           | 544                     |
| 2001 | 149           | 590                     |
| 2002 | 186           | 827                     |
| 2003 | 154           | 667                     |

Na terenie gminy znajdują się trzy ośrodki zdrowia. Są to Ośrodek Zdrowia w Rudniku, Ośrodek Zdrowia w Łubowicach oraz Punkt Lekarski w Szonowicach.
Pielęgniarki z tych ośrodków pełnią opiekę nad dziećmi w czasie dyżurów w placówkach oświatowych. Na terenie gminy brak jest szpitala. Na terenie gminy działają dwa punkty apteczne w Rudniku i Łubowicach.
Na terenie gminy działa jeden ośrodek pomocy społecznej, który mieści się w Rudniku. Gminny ośrodek pomocy społecznej działa od 1990 r. i obecnie zatrudnia 4 osoby. Swoim zasięgiem obejmuje wszystkie miejscowości gminy. Gmina nie posiada Domu Pomocy Społecznej.

## Bezpieczeństwo
| Miejscowość | Posiadane wozy    | Typ OSP |
| ----------- | ----------------- | ------- |
| Brzeźnica   | GBAM 2/16+8       | S-1     |
| Gamów       | GBM 2/8           | S-1     |
| Modzurów    | GBA 2,5/16, GLM 8 | S-2     |
| Rudnik      | GCBA 4,8/16       | S-1     |
| Sławików    | GBA 2,6/16, GLM 8 | S-2     |
| Strzybnik   | GLM 8             | S-1     |

Na terenie gminy nad bezpieczeństwem czuwają takie służby jak:
- Policja,
- Straż Miejska,
- Ochotnicza Straż Pożarna.

Służby te realizują zadania, które wynikają z ich statutowych zadań w przedmiocie bezpieczeństwo i porządek publiczny.
Policja
Posterunek Policji znajduje się w miejscowości Rudnik. Między samorządem a jednostką Policji istnieje stała współpraca.
Straż Pożarna
Gmina Rudnik posiada sześć jednostek Ochotniczej Straży Pożarnej, które znajdują się w miejscowościach: Rudnik, Modzurów, Strzybnik, Brzeźnica, Sławików oraz Gamów. Z czego jednostki w Rudniku i Modzurowie włączone są do krajowego systemu ratowniczo-gaśniczego

## Polityka i administracja
Samorząd gminny
Gmina Rudnik za organ uchwałodawczy ma radę gminy, która składa się z piętnastu radnych. Organem wykonawczym jest wójt, którym obecnie jest Alojzy Pieruszka.
Wybory samorządowe do Rady Gminy w Rudniku pokazują, że komitety wyborcze wywodzące się z partii politycznych nie mają większego poparcia. W wyborach zwyciężały zawsze komitety lokalne – w wyborach w 2006 r. najwięcej radnych (5) zostało wybranych z komitetu Nasza Mała Ojczyzna, 4 radnych pochodziło z komitetu Gmina dla Ludzi oraz Uczciwość i Gospodarność, a pozostałych 2 radnych z komitetu Razem dla Gminy Rudnik.
| Miejscowości                  | Liczba radnych | Liczba wyborców (2006) |
| ----------------------------- | -------------- | ---------------------- |
| Rudnik, Czerwięcice           | 3              | 816                    |
| Strzybnik                     | 1              | 222                    |
| Gamów, Przysiółek Sławienko   | 1              | 386                    |
| Modzurów, Przysiółek Dolędzin | 1              | 348                    |
| Szonowice                     | 1              | 241                    |
| Jastrzębie, Ponięcice         | 1              | 326                    |
| Brzeźnica, Ligota Książęca    | 2              | 563                    |
| Łubowice                      | 1              | 308                    |
| Grzegorzowice                 | 2              | 500                    |
| Lasaki                        | 1              | 152                    |
| Sławików                      | 1              | 367                    |
| Razem                         | 15             | 4 229                  |

Wójtowie Gminy Rudnik
- Hubert Miczko (1998–2002)
- Dominik Konieczny (2002–2006)
- Alojzy Pieruszka (2006–2010)

Frekwencja gminy w wyborach
- 2007 Wybory parlamentarne – 33,68%
- 2006 Wybory samorządowe – 44,31%
- 2005 Wybory prezydenckie – I. tura 31,68% – II. tura 33,33%
- 2005 Wybory parlamentarne – 25,86%
- 2003 Referendum ws. przystąpienia Polski do UE – 39,07%
- 2002 Wybory samorządowe – 43,79%
- 2001 Wybory parlamentarne – 28,84%

## Sąsiednie gminy
Baborów, Cisek, Kuźnia Raciborska, Nędza, Pietrowice Wielkie, Polska Cerekiew, Racibórz